# Dorfkirche Schwanebeck (Nauen)

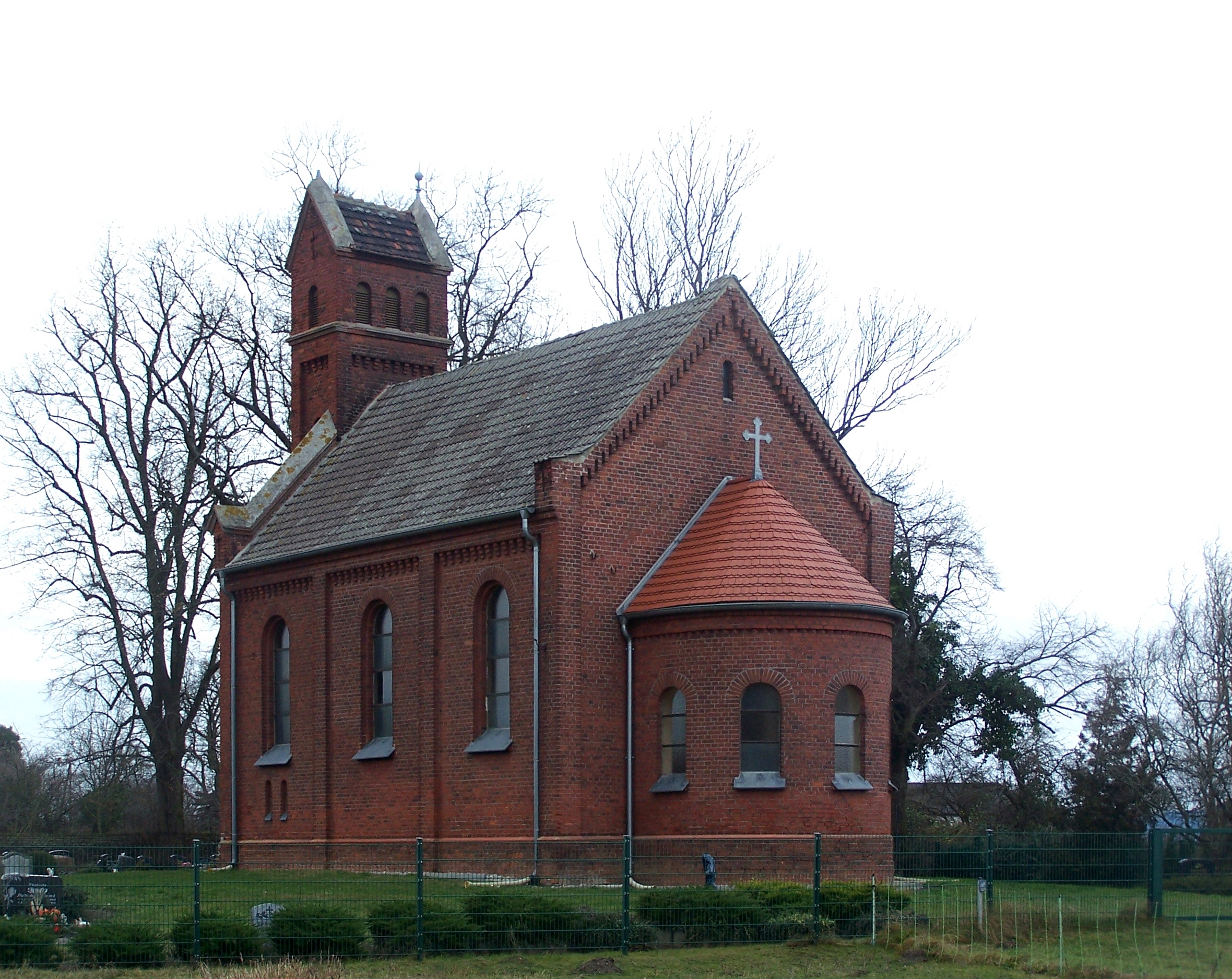
Dorfkirche in Schwanebeck

Die evangelische Dorfkirche Schwanebeck ist eine Saalkirche in Schwanebeck, einem Ortsteil der Stadt Nauen im brandenburgischen Landkreis Havelland. Die Kirche gehört zur Evangelischen Kirchengemeinde St. Jacobi Nauen im Kirchenkreis Nauen-Rathenow der Evangelischen Kirche Berlin-Brandenburg-schlesische Oberlausitz. Das Gebäude steht unter Denkmalschutz.

## Geschichte
Eine Kirche in Schwanebeck ist urkundlich bereits 1179 Filialkirche der Kirche von Niebede erwähnt. Der Ende des 14. Jahrhunderts wüstgefallene Ort wurde ab dem 16. Jahrhundert von Mitgliedern der Familie Bredow, die dort im Gebiet zwei Güter besaßen, wiederbesiedelt. Um 1600 wurde eine neue Kirche in Fachwerkbauweise errichtet, die vermutlich ähnlich aussah wie die Dorfkirche im benachbarten Markee.

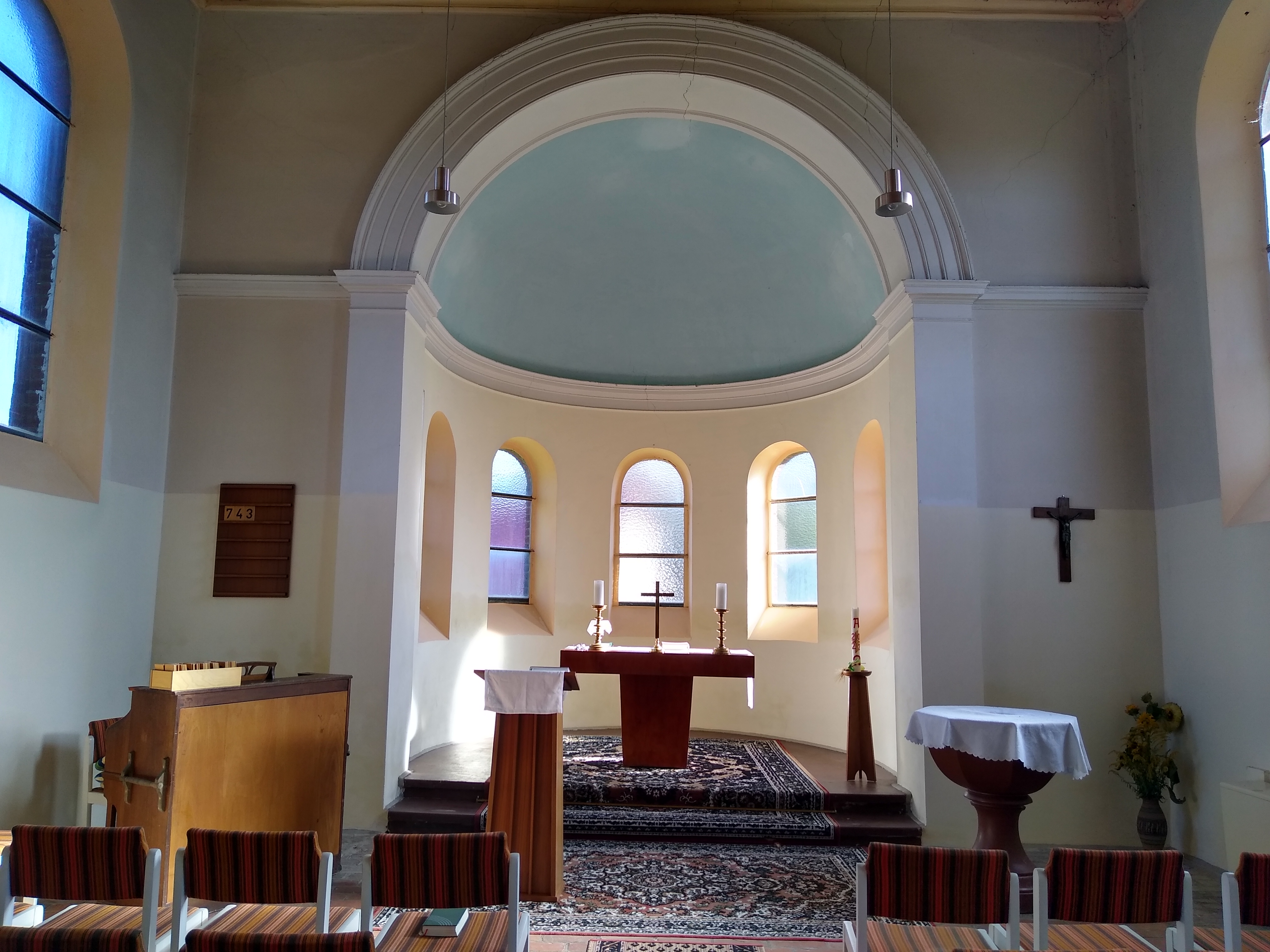
Innenraum

Das Kirchengebäude liegt am Niebeder Weg 11. Der neuromanische Bau mit einem bescheidenen Westturm ersetzte einen Vorgängerbau und wurde im Jahr 1879 aus charakteristisch roten Rathenower Ziegeln errichtet, gestiftet von drei Witwen der Familie Bredow als Kirchenpatrone. Die schlichte Kirchenausstattung stammt aus der Bauzeit.
Gesondert unter Denkmalschutz steht eine auf das Jahr 1751 datierte Bronzeglocke, die aus dem Vorgängerbau übernommen wurde.